# Minskija Zubry
Minskija Zubry (błr. Мінскія Зубры, ros. Минские Зубры – Minskije Zubry) – białoruska juniorska drużyna hokeja na lodzie z siedzibą w Mińsku.

## Historia
Drużyna Minskija Zubry została przyjęta do rosyjskich rozgrywek juniorskich MHL w 2010. Stanowiła zaplecze dla seniorskiego klubu Dynama Mińsk, uczestniczącego w rosyjskich rozgrywkach KHL. Drużyna grała w sezonie MHL (2010/2011), a w tym czasie głównym trenerem był Andrej Kawalou, zaś asystentem Aleh Mikulczyk. Przed kolejną edycją MHL (2011/2012) została zastąpiona przez Dynama-Szynnik Bobrujsk.
W 2019 ekipa przystąpiła do rodzimej wyższej ligi (drugi poziom rozgrywkowy).

## Sukcesy
- Srebrny medal wyższej ligi: 2020
- Złoty medal wyższej ligi: 2021, 2022[5]